# Терсхур
Терсхур (нід. Terschuur) — село в нідерландській провінції Гелдерланд. Входить до муніципалітету Барневелд.
Добвгий час було складовою частиною Звартебрука, окремим населеним пунктом стало 1930 року.

## Історія
Вперше воно згадується близько 1400 року як "den teende ther schuren", що в перекладі означає "біля хліва". Раніше Терсхур був частиною Звартебрука. Село виникло на дорозі з Амстердама до Амерсфорта. Колись у селі був пункт пропуску. У 1421 році його спалили розлючені мешканці.
Маєток Терсхуур, збудований близько 1830 року. 
Вітряк Den Olden Florus  з 1881 року, але його попередник стояв на цьому місці ще до 1635 року.
З 1888 до 1931 року в Терсхурі була залізнична зупинка. У 1930 році вона стала окремим селом.

## Галерея

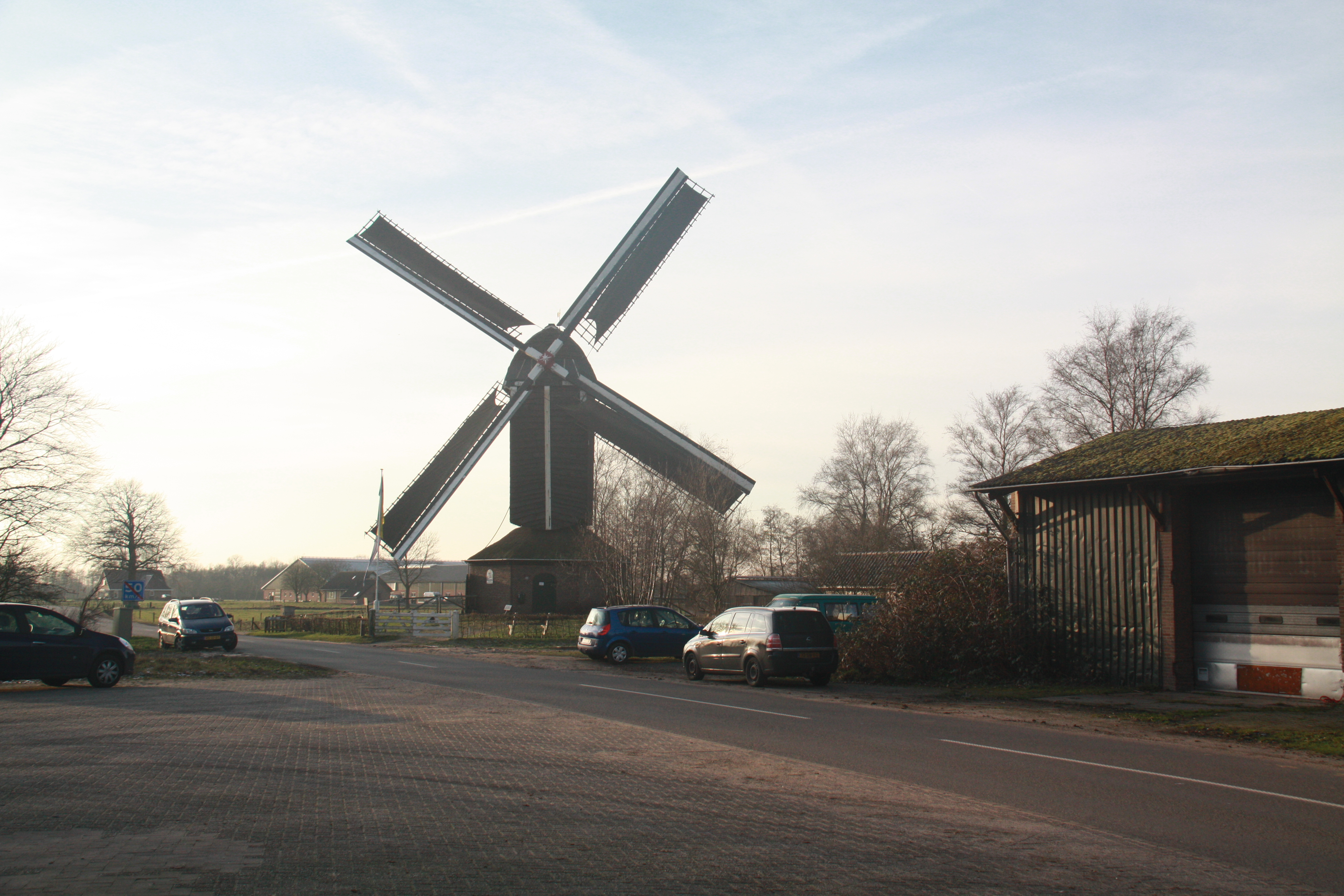
Вітряк
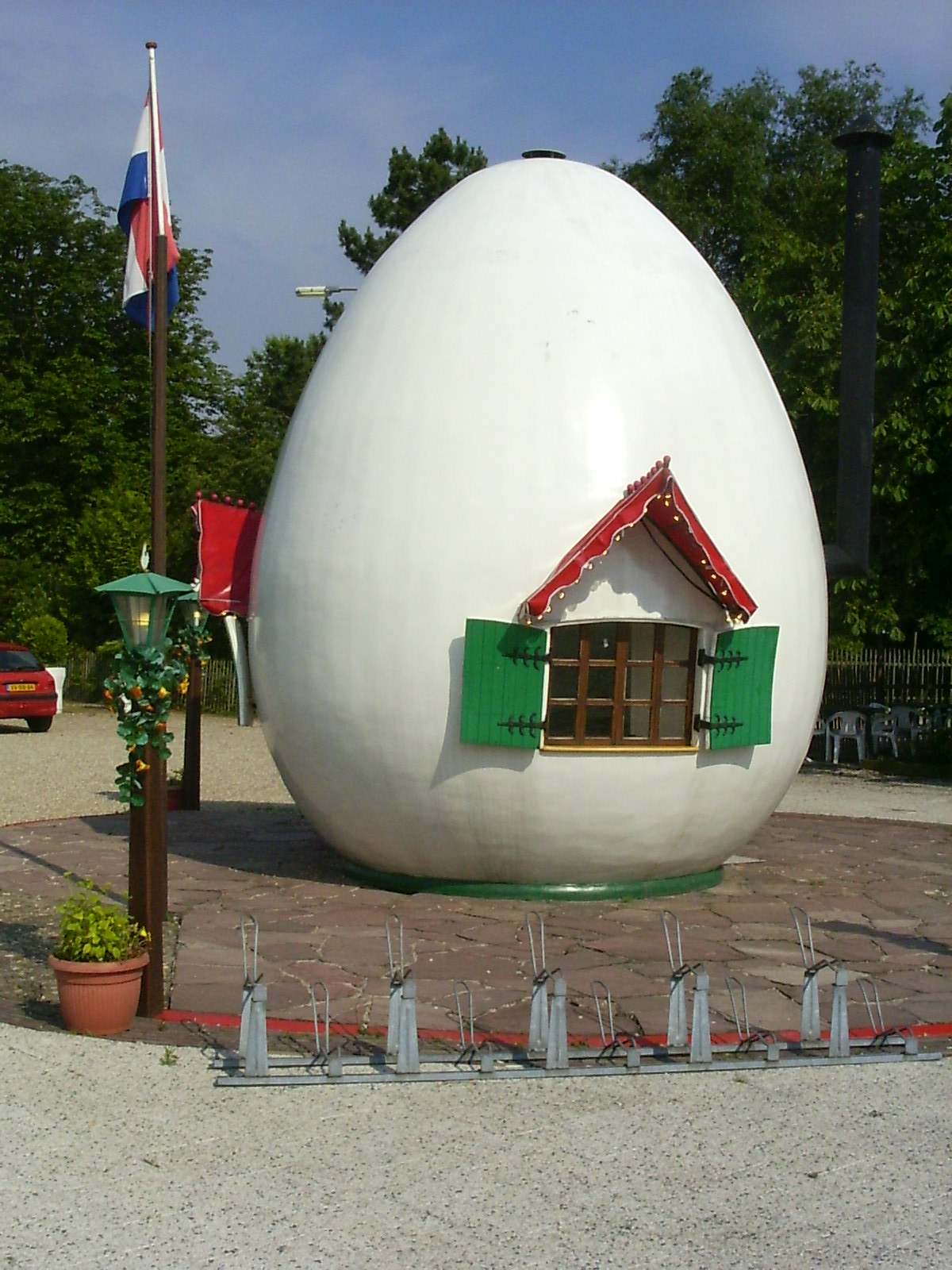
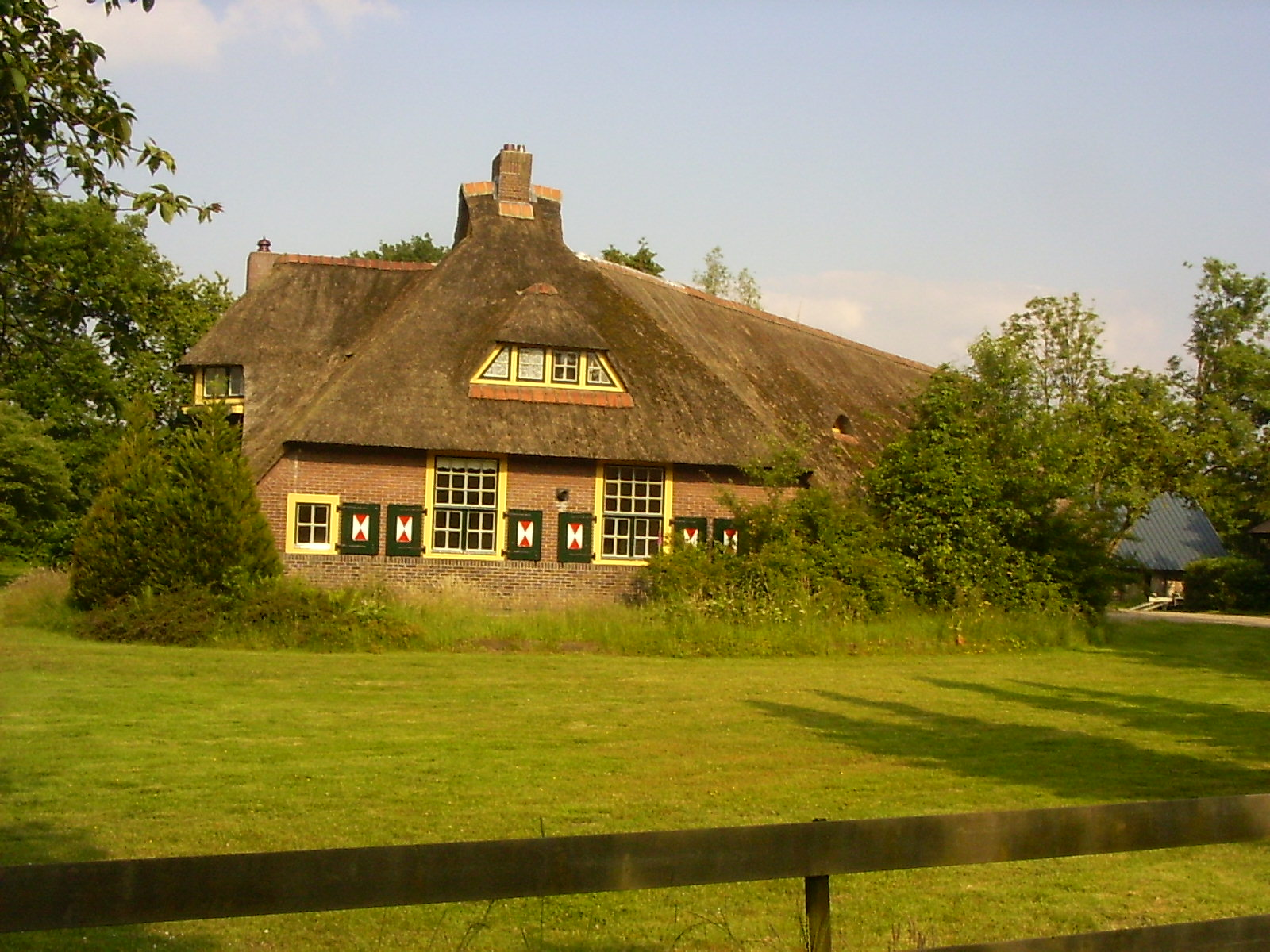
Ферма
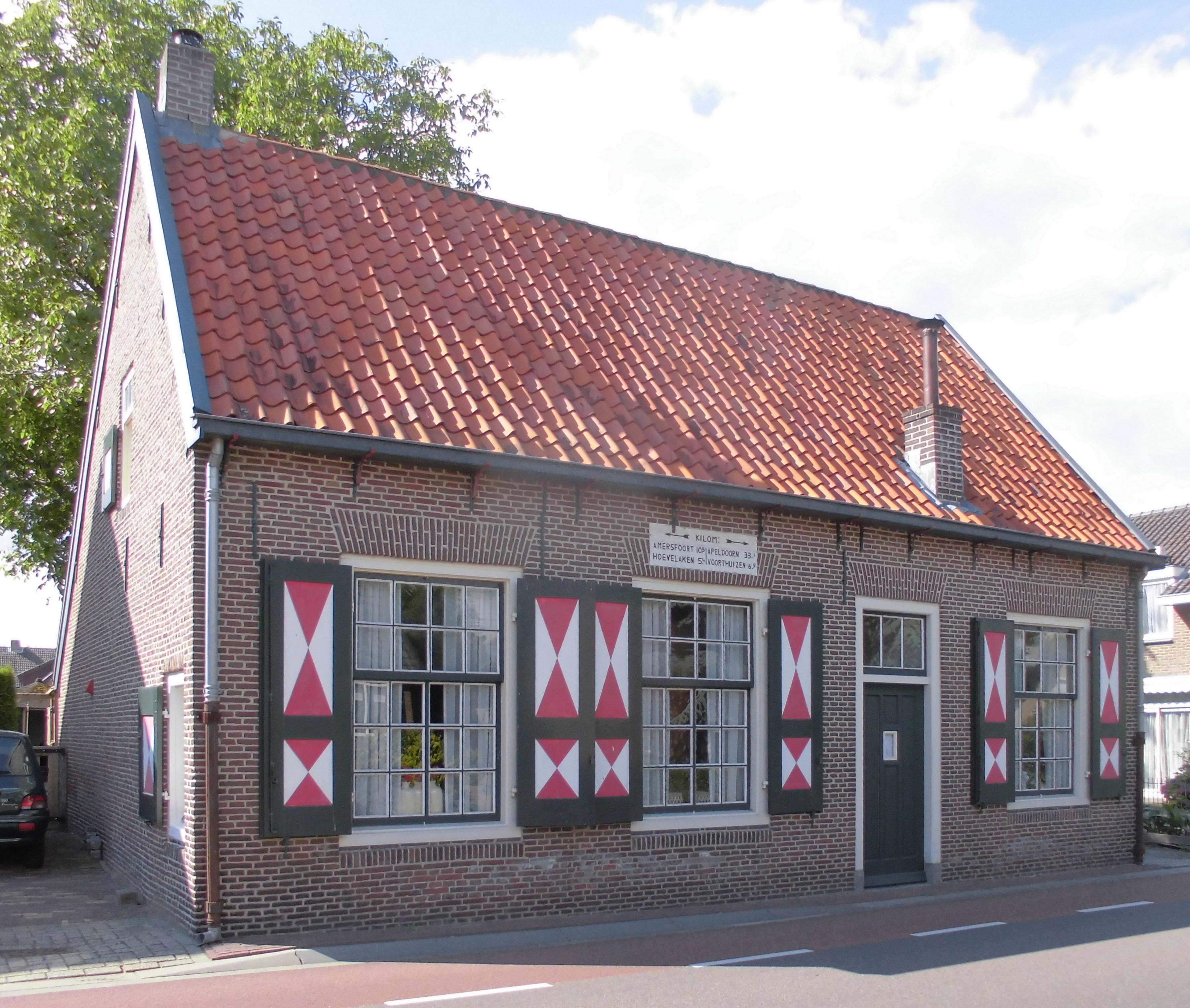